# Procopius
Procopius van Caesarea (Latijn: Procopius Caesarensis, Oudgrieks: Προκόπιος ο Καισαρεύς) (Caesarea, kort voor 500 - Constantinopel, na 562) was een prominent Byzantijns geschiedkundige, wetenschapper, juridisch adviseur en letterkundige, die leefde onder de regering van keizer Justinianus I.
Procopius vergezelde de belangrijkste generaal van zijn tijd, Belisarius, in een aantal van de oorlogen van keizer Justinianus I. Daardoor was hij deelnemer aan en ooggetuige van heel wat belangrijke gebeurtenissen in het eerste deel van de 6e eeuw. Gecombineerd met zijn schrijf- en observatietalent maakte dit hem tot de voornaamste geschiedkundige van in ieder geval de 6e eeuw, maar volgens velen van de gehele late oudheid. Hij is onze belangrijkste bron voor de regeringsperiode van keizer Justinianus I. Tot zijn belangrijkste werken behoren de Oorlogen van Justinianus en de Gebouwen van Justinianus. Ongeveer 1000 jaar na zijn dood werd in Rome zijn niet voor publicatie bedoelde Geheime geschiedenis gevonden. In dit werk veegt hij de vloer aan met keizer Justinianus en zijn vrouw, keizerin Theodora I.

## Biografie
Procopius werd, hoogstwaarschijnlijk in de laatste jaren van de 5e eeuw n. Chr., geboren te Caesarea, in die tijd de vitale hoofdplaats van Palestina. Deze stad, oorspronkelijk door de Feniciërs gesticht, bezat een vermaarde bibliotheek en was daardoor een centrum van wetenschap en onderwijs, met bloeiende scholen voor welsprekendheid en rechtswetenschap. Hier heeft Procopius zich dan ook op vrij jonge leeftijd ontwikkeld tot een begaafd redenaar en advocaat.
Hij begon zijn carrière als hoogleraar in de welsprekendheid te Constantinopel. Reeds in 527 trad hij als privésecretaris in dienst van de toen nog jonge generaal Belisarius, wiens juridisch adviseur (consilarius) hij ook werd. Tussen 527 en 536 vergezelde hij zijn baas op diens verschillende veldtochten, eerst tegen de Perzen, daarna ook in Noord-Afrika tegen de Vandalen (533) en tegen de Ostrogoten in Italië (535). Belisarius belastte hem ook met enkele verantwoordelijke bestuursfuncties, onder meer in verband met het vlootwezen en de voedselvoorziening. In deze periode rijpte bij Procopius de gedachte om een geschiedkundig werk te schrijven over de regering van Justinianus.
Verder zijn de gegevens over Procopius' leven schaars. Omdat Constantinopel in 542 getroffen werd door de eerste uitbraak van de Pest van Justinianus, die enorm veel slachtoffers maakte, en Procopius deze ziekte en de gevolgen ervan met grote kennis van zaken heeft beschreven, neemt men aan dat hij rond die tijd opnieuw in de hoofdstad verbleef. Volgens onzekere bronnen werd hij rond 560 verheven tot de rang van patriciër, en twee jaar later zelfs benoemd tot stadsprefect. Hij overleed vermoedelijk na 562.

## Literair werk
Van Procopius zijn drie werken bewaard gebleven.
- Zijn "magnum opus" is de Geschiedenis van de Oorlogen (Υπέρ των πολέμων λόγοι), ook kortweg Oorlogen genoemd, in acht boekdelen. De eerste twee behandelen de strijd van de keizers Justinus en diens opvolger Justinianus tegen de Perzen, tot het jaar 550. De volgende twee gaan over de gebeurtenissen in Noord-Afrika, meer bepaald de strijd tegen de Vandalen, tussen 532 en 546. Boeken V, VI en VII behandelen dan weer de strijd tegen de Ostrogoten in Sicilië en Italië en bestreken de periode van 536 tot 552. Een achtste boek is er later aan toegevoegd, en beslaat de krijgsverrichtingen tot 554. 
 Procopius hanteert in dit werk een classicistisch getint Grieks, en probeert op stilistisch gebied een synthese te vormen van de grootste Griekse historici, Thucydides en vooral Herodotus, maar ook van latere geschiedschrijvers als Polybius en Arrianus.
 Het werk biedt de lezer méér informatie dan de titel laat vermoeden, want behalve de veldtochten van generaal Belisarius bevat het ook breedvoerige uitweidingen over geografie en over de geschiedenis van de vreemde volkeren, afgewisseld met wederwaardigheden over het leven in de hoofdstad.
- Uit het jaar 550 dateert een tweede historisch werk, dat bekend raakte onder de titel Anékdota (d.i. letterlijk Onuitgegeven Zaken). Een andere titel, Geheime geschiedenis, vindt zijn oorsprong in een Latijnse vertaling van een paar eeuwen later, maar Procopius zelf heeft het boek geen titel meegeven. 
 In zijn inleiding kondigt de schrijver aan dat het een vervolg moet zijn op zijn Oorlogen, maar al gauw blijkt het om een smaadschrift te gaan, niet alleen gericht tegen Belisarius (die afgeschilderd wordt als een willoze marionet van zijn heerszuchtige vrouw Antonina), maar ook tegen Justinianus en zijn ontaarde echtgenote Theodora. De bedoeling van de Anekdota is vrij onduidelijk: uit de inleiding blijkt dat het oorspronkelijk niet voor publicatie bestemd was, en het werd pas in de 10e eeuw in Constantinopel uitgegeven. In de rest van Europa werd het pas bekend in de 17e eeuw, nadat het manuscript in 1623 herontdekt werd in de Vaticaanse Bibliotheek en werd uitgegeven (te Lyon, door Alemannus). 
 Het boek werd in het Nederlands tweemaal integraal vertaald: door Gerrit Komrij in 1970 en recent door Hein L. van Dolen in 2005 (bij Athenaeum-Polak & Van Gennep, ISBN 90-253-4196-9).
- Een derde werk, Perì ktismáton (d.i. letterlijk Over Gebouwen) kwam vermoedelijk, in opdracht van Justinianus, tot stand in de jaren vóór 554 en werd voltooid rond 560. Het geeft in een zestal korte boeken een overzicht van de bouwwerken die de keizer in zijn rijk heeft gerealiseerd, uitgezonderd die in Italië. Deze lacune wordt verklaard doordat het boek mogelijk onafgewerkt is gebleven: niet lang na de eerste redactie zou Procopius overleden zijn. Naar moderne maatstaven bevat het iets te veel loftuitingen aan het adres van de machthebbers, maar toch verschaft het een schat aan nuttige informatie voor de studie van de Byzantijnse archeologie.

## Beoordeling
In de Oorlogen manifesteert Procopius zich als een zorgzaam en oordeelkundig verteller, die de gave van de rake beschrijving bezit. Hij beoordeelt de vijanden van het keizerrijk op rechtvaardige wijze, en is ongeremd kritisch tegenover Justinianus' beleid. Een interessant aspect van Procopius' historische methode is zijn persoonlijke en beroepsmatige vertrouwdheid met de personen, de plaatsen en de feiten die hij beschrijft.

 Bevreemdend is echter de evolutie van zijn standpunt binnen zijn oeuvre. De in de Oorlogen zo bewonderde en bejubelde Justinianus en Belisarius zijn in de Anekdota van hun voetstuk gevallen. Deze evolutie is zo opvallend, dat men eeuwenlang heeft gedacht met werk van verschillende schrijvers te maken te hebben. Niettemin twijfelt momenteel niemand meer aan de authenticiteit van beide werken. Men stelt geen echte tegenstrijdigheden vast in de beschreven feiten in beide werken, die allebei duidelijk dezelfde trekjes (onder meer stopwoorden) en stilistische kenmerken vertonen. Procopius verwijst in zijn Anekdota herhaaldelijk naar zijn Oorlogen, en benadrukt dat zijn beide geschriften als aanvullingen op elkaar dienen gelezen te worden.

 Blijft de vraag wat Procopius bezielde toen hij zijn Anekdota schreef. Was hij tegen het einde van zijn leven zo verbitterd en teleurgesteld geraakt over het beleid van Justinianus en Belisarius, dat hij ten behoeve van de geïnteresseerden correcties op zijn eerdere werk wilde aanbrengen? Was het zijn bedoeling het boek te laten verschijnen na de dood van Justinianus en Theodora? Naar eigen woorden was het hem onmogelijk om "alles tijdens het leven van de aanstichters naar waarheid op papier te zetten", uit vrees voor bloedige sancties. "Bovendien", zo vervolgt hij, was ik genoodzaakt van vele voorvallen die ik in mijn vorige boeken heb vermeld, de werkelijke oorzaken dood te zwijgen.... Procopius had er wellicht niet op gerekend dat Justinianus († 565) hem zou overleven, en dat is wellicht de reden waarom de Anekdota nooit officieel zijn verschenen...

## Geheime geschiedenis
De beroemde Geheime geschiedenis (Latijn. Historia Arcana) werd eeuwen later in de Vaticaanse Bibliotheek ontdekt en werd in 1623 door Niccolò Alamanni in Lyon uitgegeven. Het bestaan ervan was reeds bekend uit de Suda, waarin ernaar wordt verwezen als de Anekdota, "ongepubliceerde geschriften". De Geheime geschiedenis bestrijkt ongeveer dezelfde jaren als de eerste zeven boeken van de Geschiedenis van Justiniaanse oorlogen en lijkt te zijn geschreven na de publicatie van dit laatste werk. De huidige consensus dateert het werk in het algemeen tussen 550 en 558, mogelijk zelfs pas in 562.
De Geheime geschiedenis onthult een auteur die diep teleurgesteld was in keizer Justinianus en zijn vrouw, Theodora, evenals in Belisarius, zijn voormalige commandant en beschermheer, en Antonina, de vrouw van Belisarius. In het werk claimt Procopius de geheime drijfveren en het privé-leven van het keizerlijk paar en hun entourage bloot te leggen. Justinianus wordt neergezet als wreed, corrupt, verkwistend en incompetent; over Theodora wordt de lezer getrakteerd op gedetailleerde beschrijvingen van vulgariteit en onverzadigbare lust, gecombineerd met feeksachtige en berekende slechtheid.
Een van de meer prikkelende (maar ook twijfelachtige) openbaringen in de Geheime geschiedenis is Procopius' beschrijving van Theodora's Thespiaanse prestaties:
Vaak, zelfs in het theater, onder de ogen van het publiek, ontdeed zij zich van haar kostuum en stond zij bijna naakt in hun midden. Zij hield alleen een gordel over de lies aan: niet dat ze te verlegen om ook dat aan het publiek te onthullen, maar omdat er een wet was tegen volledig naakt op het toneel verschijnen, zonder ten minste zoiets als een vijgenblad. Om deze reden bedekt met een lint, vlijde zij zich achterover leunend op haar rug op de vloer neer. Slaven aan wie deze taak was opgedragen strooiden dan gerstkorrels in de kelk van deze passiebloem, waar speciaal opgeleide ganzen, de gerstekorrels vervolgens een voor een met hun snavels oppikten en opaten.
Haar man Justinianus wordt, althans volgens deze passage, afgebeeld als een demon:
En sommigen van degenen die 's avonds laat bij Justinianus in het paleis zijn geweest, mannen die puur van geest waren, dachten dat zij een vreemde demonische vorm de plaats van Justinianus zagen innemen. Een man zei dat hij de keizer plotseling van zijn troon zag opstaan en rond zag lopen (inderdaad was Justinianus het niet gewoon om lange tijd stil te blijven zitten) en onmiddellijk zou Justinianus zijn hoofd zijn verdwenen, terwijl de rest van zijn lichaam heen en weer bewoog. Hierop stond de toeschouwer ontzet en bang op, zich afvragend of zijn ogen hem misschien bedrogen. Maar op dit moment zag hij het verdwenen hoofd weer groter worden en zich weer aansluiten bij het lichaam, dit op dezelfde vreemde manier als dat het hoofd het lichaam had verlaten.

## Procopius en architectuur

### De Aedificiis
- De Aedificiis is een biografische beschrijving geschreven in opdracht van keizer Justianus I die hierin wordt opgehemeld aan de hand van zijn bouwplannen. Op het einde van zijn leven heeft Procopius vragen bij deze bouwplannen en de keizer zelf, die ook duidelijk worden een ander werk, Anekdota[3]. De voornaamste onderwerpen zijn de kerkenbouw, de forten en het watertoevoersysteem in zijn keizerrijk. Men weet niet exact wanneer dit boek en ook Anekdota geschreven is. Momenteel is 554 de meest aanvaarde in het debat[4]. Bij vergelijking met zijn andere boeken valt het op dat dit werk niet chronologisch is, in tegenstelling tot zijn andere historische werken[3]. Bovendien zegt men dat Procopius waarschijnlijk gestorven is voor hij De Aedificiis heeft kunnen afwerken. Italië ontbreekt in zijn beschrijvingen, en bovendien verandert de schaal waarop hij werkt grondig in verschillende hoofdstukken. Zo geeft hij in boek 4 en 5 eerder opsommingen, en in andere uitgebreide beschrijvingen[5]. A. Cameron verklaart dit ook door een groei aan interesse voor de catalogisering van gebouwen in de 6e eeuw en patriografische literatuur over de fysische groei van steden. Er is weinig te merken van de algemene evolutie tijdens 6e eeuw, de transformatie van steden met open plaatsen zoals fora en openbare badplaatsen naar kleine middeleeuwse straatjes. Het verschil in beschrijving tussen seculiere gebouwen, die duidelijk voor de publieke en keizerlijke relevantie geschreven zijn, en kerken die eerder voor politieke redenen aan bod komen, valt ook op. Bovendien is er een groot verschil in beschrijving van de gebouwen waar hij wel geweest is en waar niet. Hiervan is de geboorteplaats van Justinianus ‘Justiniana Prima’, waar hij niet geweest is een goed voorbeeld. Dit is namelijk een belangrijk onderdeel van Justinianus’ bouwplannen, maar toch wordt dit niet in detail besproken. De stad Carthago daarentegen, heeft hij wel bezocht en ondanks dat dit geen primordiaal deel was van Justinianus’ campagne, wordt hierbij juist wel alles bij naam genoemd.[6]
- De nadruk in dit werk ligt vooral op maten en meetbare entiteiten, zoal het aantal ramen of kolommen, de kost en de kostbaarheid van de interventie, een verslag van belangrijke gebeurtenissen uit de geschiedenis van het gebouw (wijding, (re)constructie, ..), of van gebeurtenissen die in het gebouw plaatsvonden (kroningen, begrafenissen, ...). Bovendien wordt een gebouw voorgesteld als het resultaat van oordeelkundig handelen, met andere woorden, als een artefact dat gewild werd en beheerd wordt door de persoon of gemeenschap die het werkelijke onderwerp van de biografie of geschiedenis uitmaken.[7]
- Een voorbeeld voor de povere interesse voor de verschijning van de gebouwen is de Nea Kerk: Enkel op de technische problemen van de funderingen op een helling wordt diep ingegaan, maar de visuele aspecten van de kerk worden nagenoeg overgeslagen. Soms introduceert Procopius een gebouw enkel door de gelinkte anekdote te beschrijven in plaats van het gebouw zelf. Zo maakt hij bij de beschrijving van het fort op Sinai geen functieanalyse of uitweiding over de fysieke verschijning, maar gaat hij voor de sensatie en dramatiek en beschrijft hij de berg zelf, de relatie tussen Justinianus en de Arabieren en het monnikenleven.[6]
- De indeling van het werk:

| Boek 1     | Hoofdstuk 1: Inleiding; de kerk van S. Sophia in Constantinopel Hoofdstuk 2‑5: Andere kerken en gebouwen in Constantinopel Hoofdstuk 6‑11: Kerken en gebouwen in en dicht bij Constantinopel       |
| Boek 2     | Hoofdstuk 1‑11: Fortificaties en steden aan de Perzische grens |
| Boek 3     | Hoofdstuk 1‑7: Fortificaties en steden in Armenië, Tzanica en aan de kusten van de Zwarte Zee |
| Boek 4     | Hoofdstuk 1‑3: Illyricum: voornamelijk fortificaties Hoofdstuk 4‑6: Epirus, Macedonië, Dardania, Thessalië en de binnenlanden van Illyricum Hoofdstuk 7‑11: Thracië, de Haemische bergen en Moesia |
| Boek 5     | Hoofdstuk 1‑9: Gebouwen in Asia |
| Boek 6     | Hoofdstuk 1‑7: Africa, van Alexandrië tot centraal Algerije |
| Appendix I | Het ruiterstandbeeld van Justinianus in het Augustaeum |

### Hagia Sophia
- De beschrijving van de Hagia Sophia is een enorm belangrijk onderdeel van De Aedificiis voor de architectuur. Ondanks de onzekere schrijfdatum en de tegenstrijdigheden is deze beschrijving toch bruikbaar als architectuurbeschrijving. Procopius kon zonder problemen de keizers aandeel in het patrimonium overdrijven, maar het is onmogelijk voor hem om de Hagia Sofia anders te beschrijven, aangezien alle inwoners van Constantinopel het ook met hun eigen ogen zouden kunnen zien[4]. Volgens A. Cameron gaat het vooral om de technische info en het bouwproces van de Hagia Sophia[6], maar voor de architectuurtheorie is het deel waarin hij het effect van de Hagia Sophia op de toeschouwer beschrijft belangrijker. Als een christen, beweert Procopius dat je geest zich meteen naar God richt[9]. Bovendien bespreekt hij uitvoerig de lichtinval en ook kleur van het marmer[6]. Procopius maakt gebruik van generische termen die een eerste indruk oproepen. “The church is singularly full of light and sunshine; you would declare that the place is not lighted by the sun from without, but that the rays are produced within itself, such an abundance of light is poured into this church…”[10]
- Een belangrijk aspect van de interpretatie in een biografisch kader betreft het opdrachtgeverschap: architectuur, of het maken van architectuur, wordt zeer expliciet voorgesteld als de daad van een heerser; op die manier wordt de architectuur een getuigenis van de grootsheid van de heerser; de kenmerken van het gebouw worden verbeeldingen van de vorst[7] “It is indeed a proof of the esteem with which God regarded the emperor, that he furnished him with men who would be so useful in effecting his designs, and we are compelled to admire the wisdom of the emperor, in being able to choose the most suitable of mankind to execute the noblest of his works...”.[10] De grootsheid van de heerser wordt hier religieus gekaderd: onbeschrijflijkheid wordt een teken van bovenmenselijkheid, goddelijkheid[7]. “Moreover it is impossible accurately to describe the gold, and silver, and gems, presented by the Emperor Justinian, but by the description of one part, I leave the rest to be inferred.”[10]

### Conclusie
- Procopius’ werken zijn gedetailleerde en gevarieerde informatiebronnen, maar bevatten wel veel tegenstrijdigheden[6]. Ze zijn literair en historisch interessant, maar waarom ook van het architectuurtheoretisch standpunt? Deze tekst wijst zeer uitdrukkelijk op het verschil tussen tekst en architectuur. Op die manier toont de tekst haar eigen constructie: door herhaaldelijk aan te geven dat het mogelijk-moeilijk-onmogelijk is om het gebouw en vooral zijn effect treffend te beschrijven, bereikte de auteur simultaan twee effecten: hij verhoogt de waarheidsgetrouwheid van zijn beschrijving, en wijst tegelijkertijd op haar autonomie, en, op die manier, op haar metaforisch karakter. De beschrijving refereert niet alleen aan het gebouw, maar neemt het ook op in haar contexten, waar het als een actor fungeert. De tekst wordt een tweede gebouw, en door de selectiemechanismes, technieken, … die de tekst vormen, een interpretatie van de architectuur[7]
- Procopius hecht in al zijn werken veel belang aan maten en meetbare entiteiten, kost en kostbaarheid van de interventie. De beschrijvingen die hij maakt worden onmiddellijk gekoppeld aan een verslag van belangrijke gebeurtenissen uit de geschiedenis van het gebouw of van de gebeurtenissen die plaatsvonden in het gebouw, het gebouw wordt voorgesteld als het resultaat van oordeelkundig handelen[7].

## Nederlandse vertalingen
Van Procopius' hoofdwerken zijn enkel korte fragmenten in het Nederlands overgezet. De Anekdota zijn dan weer twee keer volledig vertaald uit het Grieks:
- Procopius. Verzwegen verhalen. Een schandaalkroniek uit Byzantium, vertaald en ingeleid door Hein L. van Dolen, Amsterdam 2005 (ISBN 90-253-4196-9)
- Geheime geschiedenis van Byzantium. Zesde eeuw, vertaald en van een nawoord voorzien door Gerrit Komrij, 1970

## Voetnoten
1. ↑  Procopius Geheime geschiedenis 9.20-21, vert. Atwater
2. ↑  Procopius Geheime geschiedenis 12.20-22, vert. Atwater
3. 1 2  DOWNEY, G, ‘Justanian as a builder’, Art Bulletin, 32: 4, 1950, p. 262 – 266
4. 1 2  TAYLOR, R, ‘A Literary and Structural Analysis of the First Dome on Justinian's Hagia Sophia, Constantinople’, The Journal of the Society of Architectural Historians, 55: 1, 1996, p. 66-78
5. ↑  EVANS, S, ‘Justanianus and the Historian Procopius’, Greece & Rome, 17: 2, 1970, p. 219 – 223
6. 1 2 3 4 5  CAMERON, A, Procopius and the sixth century, Berkeley: University of California Press, 1985, p. 82-110
7. 1 2 3 4 5  DELBEKE, M, Architectuurtheorie 1 Vormen van vroeg‐moderne architectuurtheorie, Gent: s.n., 2008, p. 33-35
8. ↑  PROCOPIUS, De Aedificiis (DEWING, H, vertaler), Cambridge: Harvard University Press, 1962. (oorspronkelijk verschenen in het Grieks in s.d. van de oorspronkelijke uitgave)
9. ↑  CAMERON A., ‘The scepticism of Procopius’, Historia, 15: 4, 1966, p. 466 – 482
10. 1 2 3  PROCOPIUS, De Aedificiis (LETHABV, W; SWAINSON, H, vertaler), New York: s.n. 1894

- Bibsys: 90741303
- Biblioteca Nacional de España: XX1380608
- Bibliothèque nationale de France: cb121468212 (data)
- CiNii: DA01455152
- Gemeinsame Normdatei: 118741985
- International Standard Name Identifier: 0000 0003 8524 5527
- Library of Congress Control Number: n50025184
- Nationale Bibliotheek van Letland: 000185887
- Bibliotheek van het Japanse parlement: 001223646
- Nationale Bibliotheek van Tsjechië: kup19970000079796
- Nationale Bibliotheek van Israël: 987007266758905171
- Nationale Bibliotheek van Polen: a0000001182281
- Nationale en Universitaire bibliotheek Zagreb: 000029578
- Nederlandse Thesaurus van Auteursnamen: 069343160
- Réseau des bibliothèques de Suisse occidentale: 02-A000133160
- Istituto Centrale per il Catalogo Unico: VBAV001791
- LIBRIS: 196713
- SNAC: w66d5zc7
- Système universitaire de documentation: 029951992
- Trove: 1305632
- Virtual International Authority File: 100172302